# Радка Попова
Радка Костадинова Попова е българска биатлонистка.
Родена е на 26 януари 1974 година в Сапарева баня. Тренира биатлон в Ски клуб „Славия“. Състезава се на Олимпиадата в Нагано през 1998 година и на Олимпиадата в Торино през 2006 година, където завършва на осмо място в щафетата 4 по 6 километра.
Връх в кариерата ѝ е на Европейското първенство в Контиолахти (Финландия) през 2002 година. Индивидуалната дисциплина на 15 км е спечелена от Радка Попова и така тя записва първата си европейска титла в своята кариера. Златен медал не е единственото което тя печели на това първенство. В спринта Радка печели сребърен медал, а в преследването повтаря успеха си с още едно 2-ро място.